# Ofensiva de Siniávino
La ofensiva de Siniávino (en ruso: Синявинская операция, romanizado: Siniavinskaïa operatsiïa), también conocida como segunda ofensiva de Siniávino, fue una operación militar llevada a cabo en agosto de 1942 por el Ejército Rojo al este de la sitiada ciudad de Leningrado durante la Segunda Guerra Mundial. El Alto Mando soviético planteó la ofensiva con la intención de romper el sitio de Leningrado, que ya duraba casi un año, y establecer una ruta de suministros segura en la orilla sur del lago de Ládoga —en las inmediaciones de la aldea de Siniávino, de donde la ofensiva tomó su nombre—. En el otro bando, el Grupo de Ejércitos Norte alemán planeaba lanzar la operación Nordlicht para capturar la ciudad y unirse a las fuerzas finlandesas desplegadas en el istmo de Carelia. Para ello, los alemanes enviaron grandes refuerzos desde Sebastopol, que acababa de ser capturada en julio de 1942 por las tropas de Erich von Manstein.
El 19 de agosto de 1942 el Frente de Leningrado lanzó la primera parte de la ofensiva, seguida el 27 de agosto por la principal ofensiva del Frente del Vóljov. A partir del 28 de agosto, los alemanes trasladaron sus fuerzas previstas para la operación Nordlicht con el fin de oponerse al avance soviético. Los contraataques alemanes, inicialmente, fracasaron, pero las tropas soviéticas no fueron capaces de continuar su ofensiva. El 21 de septiembre, después de diez días de punto muerto en que ninguno de los dos bandos fue capaz de realizar progresos importantes, el ejército alemán significativamente reforzado lanzó una contraofensiva, y después de cinco días de intensos combates, las fuerzas de la Wehrmacht, se unieron cerca de Gaitolovo y cortaron el saliente formado por la ofensiva soviética. De ese modo se cercó en una bolsa al oeste del río Vóljov a parte del 8.º Ejército y del 2.° Ejército de Choque soviéticos.
El 10 de octubre el frente volvió a su posición anterior a la ofensiva, aunque los combates continuaron hasta el 15, cuando los últimos focos de resistencia soviética fueron destruidos o se retiraron para escapar del cerco alemán. Al final, la ofensiva soviética fue un fracaso, pero infligió grandes pérdidas a las tropas alemanas destacadas para la operación Nordlicht, por lo que esta se tuvo que posponer sine díe. En noviembre, los refuerzos alemanes y otras unidades del Grupo de Ejércitos Norte fueron retirados por el Alto Mando alemán para hacer frente a la operación Urano en los alrededores de Stalingrado, lo que obligó a cancelar definitivamente la operación Nordlicht.

## Antecedentes
El 21 de julio de 1941, Adolf Hitler visitó en Letonia el cuartel general del mariscal de campo Wilhelm von Leeb, comandante del Grupo de Ejércitos Norte, y le ordenó que Leningrado fuera rápidamente destruida. A finales de julio, Leed se dispuso a rodear la ciudad con los refuerzos del VIII Cuerpo Aéreo. Su plan era rebasar por el flanco la línea Luga, un sistema de fortificaciones soviéticas a lo largo del río Luga y conectar con los finlandeses al este de la ciudad.
La ofensiva alemana comenzó el 8 de agosto. El día 13 la Wehrmacht capturó la ciudad de Novgorod y así cortó la carretera principal entre Leningrado y Moscú. Tras rebasar la línea Luga por el sur, los defensores soviéticos debieron retirarse hacia Leningrado. Casi al mismo tiempo, los finlandeses comenzaron la invasión desde el norte y reconquistaron el istmo de Carelia en agosto de 1941. El 25 de agosto los alemanes capturaron Chúdovo, en la principal línea de ferrocarril entre Moscú y Leningrado, y cinco días más tarde tomaron el importante nudo ferroviario de Mga. El 7 de septiembre ocuparon las estratégicas alturas de Siniávino y al día siguiente la 20.ª División Motorizada ocupó Shlisselburg, en la esquina sureste del lago Ládoga, a treinta y siete kilómetros al este de la ciudad, completándose así el cerco de la ciudad. El Oberkommando der Wehrmacht —abreviado como OKW— anunció en un comunicado que «el anillo de hierro alrededor de Leningrado ha sido cerrado».
El 6 de septiembre de 1941, Hitler emitió la directiva del Führer N.º 35, en la que ordenaba que tres cuerpos motorizados y el VIII Cuerpo aéreo se pusieran bajo el control del Grupo de Ejércitos Centro para participar en la operación Tifón. Con sus dos divisiones panzer y dos divisiones motorizadas restantes, el Grupo de Ejércitos Norte fue incapaz de hacer progresos en los ataques terrestres. En su lugar comenzaron a bombardear la ciudad con artillería pesada y ataques de la Luftwaffe. El día 12 las bombas alemanas destruyeron el principal almacén de alimentos de la ciudad, hecho que marcaría el comienzo de dos años de hambruna y sufrimiento.
Durante el invierno boreal de 1941 y 1942 la ciudad fue parcialmente abastecida por el «Camino de la Vida», a través del congelado lago Ládoga, lo que permitió a los defensores seguir resistiendo. El 4 de julio de 1942 el 11.º Ejército alemán finalizó el sitio de Sebastopol y tomó la ciudad, por lo que Hitler decidió asignarlo al sitio de Leningrado.
Las fuerzas soviéticas estaban tratando de levantar el sitio para minimizar el daño infligido a la ciudad y la población civil. Las rutas hacia la región a menudo se veían obstaculizadas por ataques aéreos regulares alemanes y finlandeses. Varias pequeñas ofensivas soviéticas se lanzaron en la región en 1942, pero todas fracasaron con abundantes bajas. La última ofensiva, cerca de Liubán, fue un desastre y condujo al cerco y la posterior destrucción de la mayor parte del 2.° Ejército de Choque soviético, al mando del teniente general Andréi Vlásov. Sin embargo, la apertura de una ruta de suministro a Leningrado era absolutamente vital, y los preparativos para una nueva ofensiva comenzaron casi inmediatamente después de la derrota en Liubán.

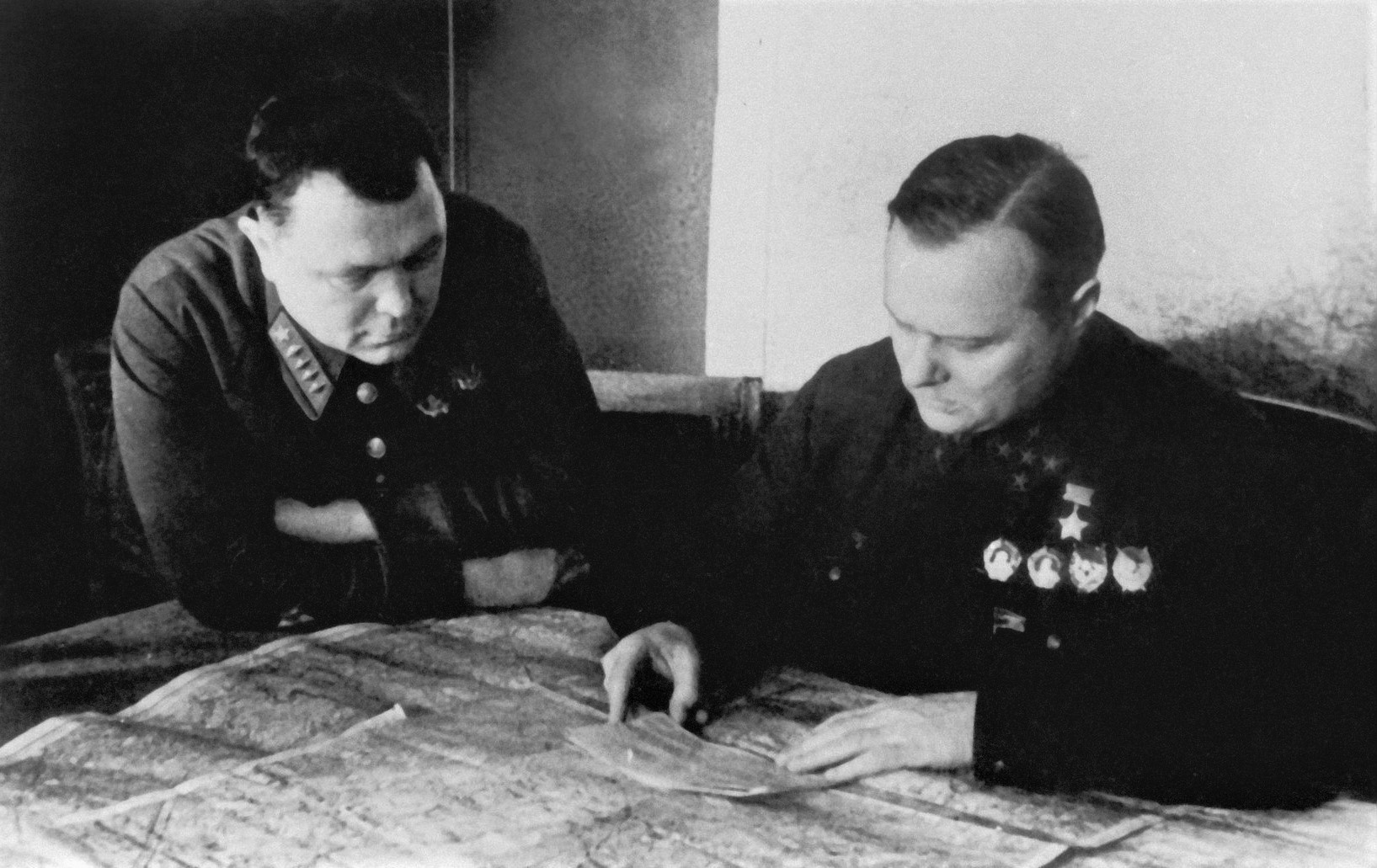
El general del ejército Kiril Meretskov (a la derecha) y su comisario político Aleksandr Zaporozhets, en el cuartel general del Frente del Vóljov

En julio de 1942, el teniente general de artillería Leonid Góvorov asumió el mando del frente de Leningrado y su primera acción fue reconstituir el 2.° Ejército de Choque. Esto lo consiguió el 14 de julio utilizando como núcleo el 13.º Cuerpo de Caballería, incluidas sus 25.ª, 80.ª y 87.ª divisiones de caballería, y el mando del nuevo ejército fue asignado al teniente general Nikolái Klykov. A comienzos de julio, la inteligencia militar soviética informó de una gran concentración de tropas del Eje en las regiones de Siniávino y Chúdovo, lo que parecía indicar que el enemigo estaba preparando una ofensiva en dirección a Vóljov. Para frustrar los planes alemanes y allanar su propia ofensiva, Góvorov organizó una serie de ataques limitados a finales de julio y principios de agosto contra las tropas alemanas situadas al sur de Leningrado, pero solo logró ganancias muy modestas a costa de un gran número de bajas, aunque obligaron al 18.º Ejército alemán a desplazar a la zona amenazada un gran número de divisiones de otros frentes más tranquilos.
La cada vez mayor preocupación soviética de una inminente ofensiva alemana contra Leningrado, llevó al Cuartel General del Mando Supremo (o Stavka) a ordenarle a Góvorov y Kiril Meretskov —al mando de los frentes de Leningrado y Vóljov respectivamente— que comenzaran la planificación de una nueva ofensiva, con el objetivo de adelantarse a los alemanes y en la medida de lo posible levantar el sitio de Leningrado. La Stavka escogió como objetivo el saliente alemán de Shlisselburg, Siniávino y Mga, al sur del lago de Ládoga. Dicho saliente tenía solo dieciséis kilómetros de ancho, razón por la cual el Oberkommando des Heeres —o OKH, el Alto Mando del Ejército— denominaba a este sector el «cuello de botella», debido al pronunciado saliente que formaba el frente entre Mga y la orilla meridional del Ládoga. Evacuarlo hubiera significado renunciar al sitio de Leningrado, por lo que Hitler siempre se opuso a toda sugerencia en este sentido.

## Preparativos
El área al sur del lago Ládoga era una zona densamente boscosa con muchos humedales, especialmente depósitos de turba. El bosque protegía a ambos lados de la observación aérea. Ambos factores obstaculizaban enormemente la movilidad de la artillería y los vehículos en la zona, lo que le daba una ventaja considerable a los defensores alemanes. Las alturas de Siniávino estaban 150 metros sobre el terreno plano circundante, lo que lo convertía en una ubicación clave y un excelente punto de observación para la artillería. Ya que la línea del frente había cambiado muy poco desde el bloqueo en 1941, la Wehrmacht había construido una extensa red de trincheras y obstáculos interconectados, cubiertos por fuegos cruzados de artillería y mortero. Los núcleos defensivos alemanes estaban concentrados en los asentamientos obreros N.º 7, 8 y 4 y en las aldeas de Tortolovo y Poreche.

### Preparativos alemanes
El plan para capturar Leningrado, a principio de septiembre de 1942, estaba contenido en la Directiva del Führer N.º 41 del 5 de abril de 1942. Esta enfatizaba que los principales objetivos de la campaña de verano en el frente oriental eran tomar Stalingrado y llegar al Cáucaso.

[...] Mientras el Heeresgruppe Mitte realiza operaciones de contención, captura Leningrado y enlaza con los finlandeses en el norte y, en el flanco sur, penetra en la región del Cáucaso y se adhiere al objetivo original de nuestra marcha al este.
En lugar de cumplir dichas misiones de forma simultánea a lo largo de todo el frente, los alcanzaremos en sectores separados en función de la situación resultante de las consecuencias de las batallas de invierno, así como de acuerdo con la disponibilidad de fuerzas, armamento y capacidad de transporte.
En un principio, es necesario concentrar todas las fuerzas existentes para la conducción de una gran operación en el sector sur del frente para destruir las fuerzas enemigas al oeste del río Don, para luego capturar las regiones petrolíferas del Cáucaso y los pasos de las montañas del Cáucaso.
Directiva N.º 41, Adolf Hitler.

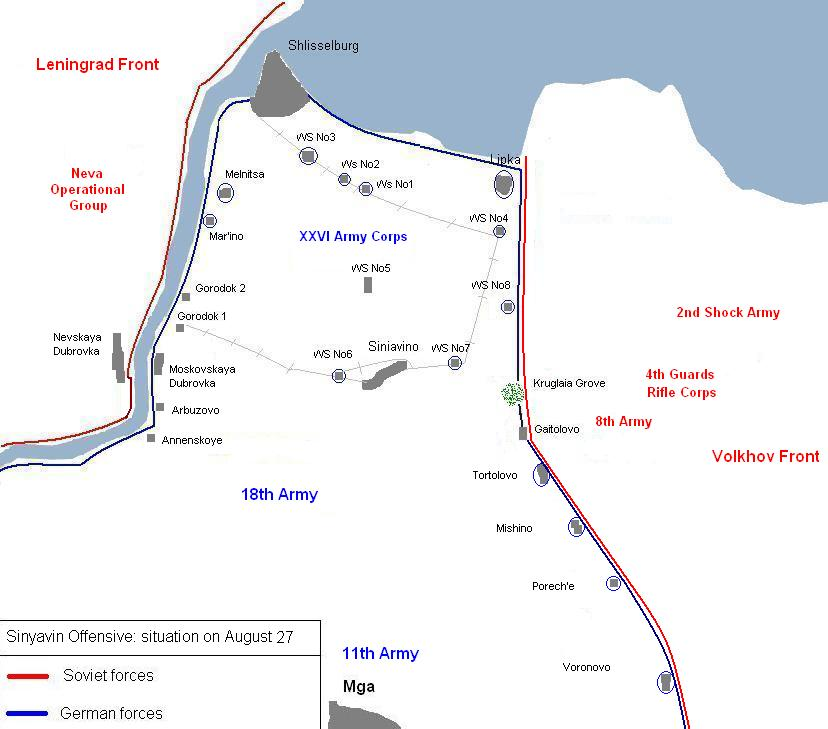
Situación de la línea del frente el 27 de agosto de 1942, justo antes del inicio de la ofensiva de Siniávino

Además, establecía las prioridades para el Grupo de Ejércitos Norteː «Nos abstendremos de completar el cerco de Leningrado y la captura de Ingermannland (Oranienbaum) hasta el momento en que la situación en las áreas cercadas o la disponiblilidad de fuerzas lo permita».
Es decir, el 18.º Ejército debía destruir las cabezas de puente que el Ejército Rojo mantenía en la orilla occidental del río Vóljov. A continuación, y una vez que la Wehrmacht hubiera alcanzado sus objetivos operacionales en el Cáucaso, el OKH reforzaría el Grupo de Ejércitos Norte con nuevas unidades procedentes del sur de Rusia y capturaría Leningrado, establecería contacto con los finlandeses en el istmo de Carelia y capturaría la cabeza de puente de Oranienbaum, al oeste de Leningrado.
Durante las discusiones con Hitler el 30 de junio de 1942, el comandante del Grupo de Ejércitos Norte, el Generalfeldmarschall Georg von Küchler, le presentó varios planes para llevar a cabo esta directiva. Como resultado de estas discusiones, el OKW comenzó a desplegar la artillería pesada procedente de Sebastopol, incluido el cañón Dora, el mortero gamma de 42 cm y el Mörser Gerät 040, con el fin de utilizarlos para destruir las poderosas defensas soviéticas de la fortaleza de Kronstadt. Esta redistribución se completó el 23 de julio. Ese mismo día, la Directiva N.º 45 del Führer ordenó al Grupo de Ejércitos Norte capturar Leningrado a principios de septiembre, en una operación nombrada en clave como Unternehmen Feuerzauber (Operación Fuego Mágico). El ataque sería llevado a cabo por las fuerzas del 11.º Ejército al mando de Erich von Manstein, que en ese momento, estaban disponibles tras la captura de Sebastopol. Además, el OKH envió el poderoso VIII Cuerpo Aéreo para brindar apoyo aéreo a las fuerzas terrestres. El 30 de julio la operación pasó a llamarse Unternehmen Nordlicht (Operación Luz del Norte).
El plan alemán consistía en atravesar el frente sur de Leningrado con tres cuerpos de ejército. Para ello se proporcionó un fuerte apoyo de artillería y fuerza aérea. Entre otras cosas, los cañones ferroviarios más pesados se trasladaron al frente sur de Leningrado. Sin embargo, este avance solo debía conducir a los límites meridionales de la ciudad. Una vez superadas las defensas soviéticas, un cuerpo debía cubrir Leningrado por el sur, los otros dos cuerpos debían girar hacia el este, cruzar el río Nevá al sureste de Leningrado y destruir las tropas soviéticas que se encontraban entre el lago de Ládoga y Leningrado, para así cortar todas las posibles rutas de suministro de la ciudad a través del lago de Ládoga. «A partir de ahí, ―concluía Erich von Manstein― debería ser posible derrotar rápidamente a la ciudad». El objetivo principal de la operación era evitar una costosa lucha casa por casa y lograr una rápida rendición de la ciudad similar a la caída de Varsovia en 1939. Esta operación fue planeada para desarrollarse a principios de septiembre.
Una vez que la operación Nordlicht hubiera liberado las tropas involucradas en el asedio de Leningrado, estas podrían ser desplegadas a otros lugares, lo que haría más probable la victoria en el frente oriental. Mientras tanto, los alemanes también se estaban preparando para la batalla de Stalingrado.
El 18.º Ejército al mando del Generaloberst Georg Lindemann, que defendía el área de Leningrado, consistía en veintiuna divisiones de infantería, la 12.ª División Panzer y una brigada de infantería, el grueso del ejército de Lindemann estaba concentrado al sur de Leningrado y en el «cuello de botella». Las 227.ª y 223.ª divisiones de infantería defendían el sector de Lodva a Lipka, en el flanco este del saliente. A su izquierda estaba situada la 4.ª División SS Polizei y a su derecha la 96.ª División de Infantería. Una segunda línea defensiva estaba situada en las alturas de Siniávino y una tercera, formada por elementos de la 12.ª División Panzer y la 5.ª División de Montaña, estaba situada frente al río Mga.
En vísperas de la ofensiva soviética y en vista de la concentración de tropas soviéticas, Küchler trasladó al «cuello de botella» a la 170.ª División de Infantería, una de las divisiones asignadas a la operación Nordlicht, además el OKH le asignó un cierto número de tanques Panzer VI Tiger que venían de camino desde Pskov. A pesar del envío de refuerzos a la zona Franz Halder, jefe del Estado Mayor del Alto Mando del Ejército Alemán, no preveía nuevos ataques de importancia más allá de «los habituales ataques locales».
En los meses anteriores a la ejecución de la operación Nordlicht, los alemanes intentaron cortar o al menos obstaculizar las líneas de suministros soviéticos a través de lago de Ládoga, mediante el bombardero de las instalaciones portuarias y de los convoyes de suministros. Los alemanes iniciaron su campaña de bombarderos aéreos el 4 de abril, mediante intensos ataques aéreos contra los buques de la Flota del Báltico y de la Flotilla del Ládoga. Estos ataques continuaron los días 24, 25 y 27 de abril, todos ellos apoyados por intensos bombarderos de artillería contra las instalaciones portuarias de la ciudad. El mayor ataque fue el día 28, cuando unos 100 aviones atacaron el puerto de Kobona, al este del Ládoga, pero los defensores soviéticos derribaron unos diecinueve aviones enemigos. Sin embargo, estos ataques fueron incapaces de obstaculizar los trabajos de transporte de suministros soviéticos en un grado significativo.

### Preparativos soviéticos

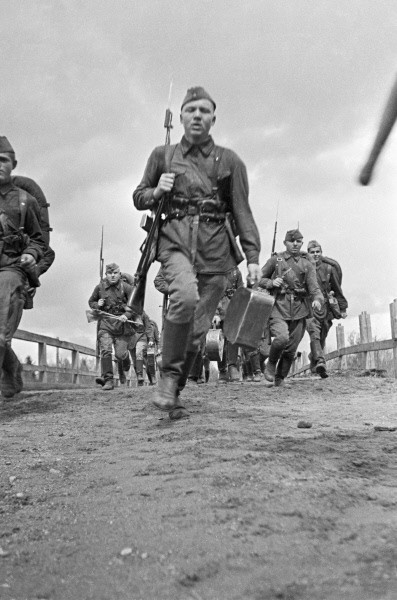
Soldados soviéticos marchan al frente en los alrededores de Leningrado en 1942

La Unión Soviética había intentado durante todo 1942 levantar el asedio. Si bien las ofensivas de invierno y de Liubán no lograron romper el asedio de la ciudad, ahora había una parte del frente, situado al este de Leningrado y al sur del lago de Ládoga, donde solo dieciséis kilómetros separaban el frente de Leningrado en la ciudad y el frente del Vóljov al este. La nueva ofensiva planificada por la Stavka requería que los frentes de Leningrado y del Vóljov, apoyados por la Flota del Báltico y la Flotilla del Ládoga llevasen a cabo un ataque concéntrico para destruir las tropas alemanas atrincheradas en el «cuello de botella» y así establecer una ruta de suministro terrestre con Leningrado. Debido a que el Frente de Leningrado era en este momento más débil, el frente del Vóljov debía llevar a cabo la ofensiva, mientras que el frente de Leningrado solo realizaría ataques locales y capturaría cabezas de puente al otro lado del río Nevá. El 8.º Ejército del frente del Vóljov iba a encabezar el ataque, con el 4.º Cuerpo de Fusileros de la Guardia en el segundo y el reformado 2.° Ejército de Choque en el tercer escalón.
El plan soviético final aprobado por la Stavka y desarrollado en detalle por Leonid Góvorov y Kiril Meretskov requería que el 55.º Ejército del mayor general Vladímir Svirídov y el Grupo Operacional Nevá al mando del teniente general Dimitri Gúsev, ambos integrados en el frente de Leningrado, debían atacar desde la ciudad hacia el este en dirección a Siniávino y Tosno respectivamente. Donde debían enlazar con las tropas del frente del Vóljov que vendrían del este y entre ambos ocupar el «cuello de botella» y destruir las tropas alemanas allí desplegadas. Además, el 42.º Ejército al mando del teniente general Iván Nikolaev y parte del 55.º Ejército realizarían varios ataques de diversión en dirección a Uritsk y Staro-Panovo, al sureste de Leningrado, para fijar las unidades alemanas allí desplegadas y que estas no pudieran utilizarse para reforzar los sectores más amenazados del frente germano.
El Frente del Vóljov debía lanzar el ataque principal al este del corredor. Para ello estaba organizado en tres escalones: en el primer escalón el 6.º Cuerpo de Fusileros de la Guardia de Serguéi Biakov destruiría las defensas alemanas en el área de Gaitolov y después avanzaría hacia Siniávino y Mga donde debía enlazar con el 55.º Ejército; el segundo escalón formado por el 4.º Cuerpo de Fusileros de la Guardia del mayor general Nikolái Gagen, apoyaría al ataque en Siniávino, y después comenzaría la explotación ulterior; el tercer escalón formado por el 2.° Ejército de Choque del teniente general Nikolái Klykov quien tenía la misión de ocupar Mga, enlazaría con las unidades de vanguardia del Frente de Leningrado cerca de Krasni Bor y continuaría el avance en dirección sur, hacia Tosno. Detrás de estos tres escalones de tropas soviéticas, Meretskov estableció una poderosa reserva formada por cinco divisiones y una brigada de fusileros. Los restantes ejércitos del Frente del Vóljov, que no tenían un papel central en la ofensiva, tenían que realizar una serie de ataques locales con la finalidad de que los alemanes no pudieran retirar unidades de esos sectores para apoyar a las tropas alemanas más amenazadas por la ofensiva soviética.
Teniendo en cuenta el terreno difícil y fuertemente fortificado en que se iba a desarrollar la batalla, las tropas soviéticas estaban muy bien equipadas a diferencia de sus operaciones anteriores. El 8.º Ejército fue reforzado significativamente con artillería y tanques. En promedio, cada primera división escalonada estaba reforzada por un batallón de tanques, algunos regimientos de artillería y una o dos baterías de lanzacohetes Katiusha. Esto permitió a los soviéticos desplegar de 60 a 100 cañones y 5 a 9 tanques por kilómetro de frente en su principal eje de avance. Las tropas estaban equipadas con un gran número de subfusiles PPD-40 y PPSh-41. Se adjuntaron unidades de ingenieros y baterías de artillería individuales, aumentando la movilidad general del ejército. No obstante, el éxito final de la operación dependía de que esta progresara con suficiente rapidez, ya que la Wehrmacht tenía entre seis y siete divisiones en reserva en la retaguardia, incluidas aquellas asignadas al 11.º Ejército para ejecutar la operación Nordlicht, las cuales podían reforzar los sectores amenazados en cuestión de pocos días.

## Orden de Batalla
| Wehrmacht Grupo de Ejércitos Norte, comandante mariscal de campo Georg von Küchler - 18.° Ejército, comandante general de caballería Georg Lindemann - XXVI Cuerpo de Ejército - 223.ª División de Infantería - 227.ª División de Infantería - XXVIII Cuerpo de Ejército, comandante general Otto Wöhler - 96.ª División de Infantería - I Cuerpo de Ejército - 121.ª División de Infantería - 5.ª División de Montaña - 28.º División de Infantería Ligera - 11.º Ejército, comandante mariscal de campo Erich von Manstein - XXX Cuerpo de Ejército - 170.ª División de Infantería - 24.ª División de Infantería - 132.º División de Infantería - 12.º División Panzer - 3.ª División de Montaña Luftwaffe - Luftwaffenkommando Ost - 1.ª Flota Aérea, comandante coronel general Alfred Keller. - Jagdgeschwader 54 - Jagdgeschwader 77 | Ejército Rojo Frente de Leningrado, comandante teniente general Leonid Góvorov - 55.º Ejército, comandante mayor general Vladímir Svirídov - - 43.ª División de Fusileros - 268.ª División de Fusileros - Grupo operacional Nevá, comandante teniente general Dimitri Gúsev - - 86.ª División de Fusileros - 11.ª Brigada de Fusileros - 13.° Ejército Aéreo, comandante teniente general de aviación Stepán Ribalchenko. Frente del Vóljov, comandante general de ejército Kirill Meretskov - 8.º Ejército, comandante teniente general Filipp Starikov - 6.º Cuerpo de Fusileros de la Guardia, comandante mayor general Serguéi Biakov - 128.ª División de Fusileros - 3.ª División de Fusileros de la Guardia - 19.ª División de Fusileros de la Guardia - 24.ª División de Fusileros de la Guardia - 191.ª División de Fusileros - 122.ª Brigada de Tanques - 4.º Cuerpo de Fusileros de la Guardia, comandante mayor general Nikolái Gagen - 259.ª División de Fusileros - 22.ª Brigada de Fusileros - 23.ª Brigada de Fusileros - 32.ª Brigada de Fusileros - 33.ª Brigada de Fusileros - 53.ª Brigada de Fusileros - 137.ª Brigada de Fusileros - 140.ª Brigada de Fusileros - 98.ª Brigada de Tanques - 2.° Ejército de Choque, comandante teniente general Nikolái Klykov - - 327.ª División de Fusileros - 6.ª Brigada de Fusileros - 4.ª Brigada de Tanques - 14.° Ejército Aéreo, comandante teniente general de aviación Iván Zhuravlev. |

## Desarrollo de las operaciones
Ninguno de los dos bandos sabía que la otra parte estaba acumulando fuerzas y planeaba lanzar una ofensiva en la región. Los alemanes solo se dieron cuenta de que la acción soviética era una gran ofensiva en los días siguientes después del inicio del ataque del 8.º Ejército el 27 de agosto. Esto resultó en que el 11.º Ejército y el 8.º Cuerpo Aéreo fueran reasignados para hacer frente a una importante ofensiva soviética y abandonaron los preparativos para la ofensiva en Leningrado. Asimismo las fuerzas soviéticas desconocían el redespliegue del 11.º Ejército en los alrededores de Leningrado y únicamente esperaban enfrentarse a diez divisiones del 18.º Ejército. No se detectó el redespliegue de fuerzas de Crimea. Esto significaba que las fuerzas soviéticas estaban lanzando una ofensiva cuando estaban en desventaja numérica incluso antes de que comenzara la batalla.

### Ofensiva soviética, del 19 de agosto al 20 de septiembre

#### Frente de Leningrado, del 19 al 26 de agosto

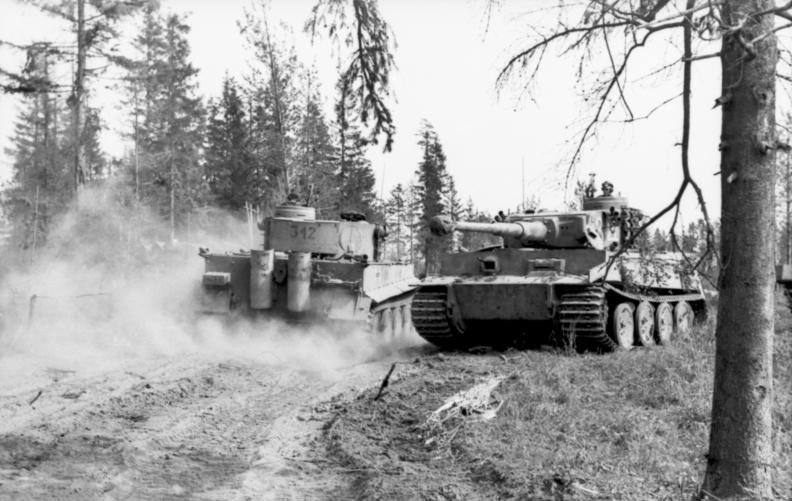
Dos tanques Panzer VI Tiger del Schwere Panzer Abteilung 502 cerca del lago de Ládoga

Finalmente, la operación soviética comenzó antes que la alemana, el 19 de agosto, aunque fuentes alemanas dan fechas posteriores. Esto se debe a que el Frente del Vóljov no comenzó su ofensiva hasta el 27 de agosto, mientras que la ofensiva alemana debía comenzar el 14 de septiembre. El 55.º Ejército del frente de Leningrado lanzó su ofensiva a primera hora de la mañana del 19 de agosto, sin embargo, debido a un inadecuado uso de la artillería y de los ingenieros de combate, y a la firme resistencia de la 4.ª División SS Polizei. El 55.º Ejército solo fue capaz de capturar y expandir algunas pequeñas cabezas de puente a través del río Nevá, en Ivanovskoye y Ust-Tosno. Aunque Vladímir Svirídov reforzó el ataque del 55.º Ejército con varias unidades de las 43.ª, 70.ª y 136.ª divisiones de fusileros, estas no fueron capaces de ampliar la cabeza de puente.
El 19 de agosto Georg Lindemann reforzó el sector amenazado con dos regimientos de infantería, lo que frustró completamente los intentos soviéticos de romper las líneas defensivas alemanas y avanzar hacia el este. El Alto Mando alemán no vio esto como una gran ofensiva, porque el frente de Leningrado ya había montado varias ofensivas locales en julio y principios de agosto. El 19 de agosto, el Generaloberst Franz Halder anotó en su diarioː «solo ataques locales como de costumbre en la región». Por lo tanto, no se tomaron medidas defensivas adicionales.

#### Frente del Vóljov, del 27 de agosto al 9 de septiembre
La ofensiva del 8.º Ejército del Frente del Vóljov comenzó en la mañana del 27 de agosto. La acumulación oculta de tropas permitió a las fuerzas soviéticas disfrutar de una superioridad significativa en el primer día de la ofensiva en efectivos, tanques y artillería. Debido a que los recientes ataques del 55.º Ejército habían fracasado hacía poco, los alemanes no se esperaban nuevos ataques en la zona, por lo que la nueva ofensiva tomó completamente por sorpresa a los alemanes. El grupo de choque del 8.º Ejército formado por las cuatro divisiones de fusileros del 6.º Cuerpo de Fusileros de la Guardia (la 128.ª División de Fusileros y las 3.ª, 19.ª, 24.ª divisiones de fusileros de la guardia), tuvo éxito inicial al avanzar y dispersar la primera línea de defensas alemanas en el punto de unión entre las 223.ª y 227.ª divisiones de infantería alemanas, avanzando tres kilómetros el primer día en la ubicación del ataque principal. Sin embargo, los intentos iniciales de expandir la ofensiva por los flancos fracasaron debido a la fuerte resistencia alemana. Al final del día, el 6.º Cuerpo de Fusileros de la Guardia había capturado Tortolovo y avanzado unos tres kilómetros en la retaguardia alemana. Al día siguiente, la 19.ª División de Fusileros de la Guardia avanzó entre cinco y seis kilómetros, con lo que alcanzó los accesos de Siniávino por el sur.
Entre el 28 y el 30 de agosto, mientras las unidades de vanguardia del 8.º Ejército de Filipp Stárikov alcanzaban Siniávino en el centro de su zona de operaciones a únicamente siete kilómetros de las tropas del Grupo operacional Nevá estacionadas al oeste, en las orillas del homónimo. La 128.ª División de Fusileros en su flanco derecho y las 11.ª y 286.ª divisiones de fusileros en su flanco izquierdo fueron incapaces de realizar progresos significativos debido a la resuelta resistencia alemana apoyada en una serie de puntos fuertemente fortificados, lo cual impidió ampliar la penetración del grupo de choque del 6.º Cuerpo de Fusileros de la Guardia que quedó confinado a un estrecho corredor o saliente.
Von Küchler reaccionó redistribuyendo la 5.ª División de Montaña y la 28.º División de Infantería Ligera (posteriormente llamada 28.ª División Jäger) de las áreas de preparación de la operación Nordlicht para hacer frente a la ofensiva soviética. Elementos de vanguardia de la 170.ª División de Infantería, que acababa de llegar a Mga, también se sumaron a la ofensiva. Además, Hitler envió la 3.ª División de Montaña, que iba camino por mar de Noruega a Finlandia, hacia Reval en Estonia.
Dichas unidades —con la 12.ª División Panzer y parte de la 96.ª División de Infantería— se concentraron en Siniávino entre el 27 y el 30 de agosto. En particular, el día 29 vio el primer despliegue en combate del tanque pesado Panzer VI Tiger, como parte del 502.º Batallón de Panzer Pesados, que contaba con cuatro de estos blindados. El intento de contraatacar con ellos fracasó, ya que dos de los tanques se averiaron casi de inmediato y el motor del tercero se sobrecalentó. La entrada en combate de estos refuerzos alemanes consiguió ralentizar la ofensiva soviética, lo que llevó a Lindermann a informar a sus superiores que la crisis había pasado y que tenía la situación bajo control.

El mayor avance logrado por las fuerzas soviéticas el 10 de septiembre

Antes del día 30, para mantener su avance hacia Siniávino, Meretskov comenzó a comprometer sus divisiones del segundo escalón y sus fuerzas de reserva en combate, mucho antes de lo estipulado en el plan de operaciones original. Estos refuerzos, que incluían principalmente al 4.º Cuerpo de Fusileros de la Guardia entraron en combate el día 29, aunque el grueso de las unidades de dicho cuerpo entraron en acción de forma escalonada a partir del día 30, demasiado tarde para tener alguna influencia en el resultado de la batalla. Para entonces el grupo de choque de Stárikov ya había sufrido considerables pérdidas y su poder de combate se había reducido drásticamente. A finales del día 31 el grupo de choque estaba tratando de abrirse paso a través de una serie de puntos fuertes alemanes al sur de Siniávino, pero carecía de suficiente fuerza para superar la resulta resistencia alemana.
Durante esta primera fase se enviaron refuerzos aéreos al Comando Aéreo Este y la 1.ª Flota Aérea. El Oberkommando der Luftwaffe —o Alto Mando de la Fuerza Aérea— envió varios Jagdgeschwader (Alas de Caza) para ayudar a las defensas alemanas contra los intensos ataques aéreos soviéticos. Elementos del Jagdgeschwader 54 y el Jagdgeschwader 77 se apresuraron a proporcionar operaciones de superioridad aérea sobre el frente de batalla. A pesar de tener la oposición del 14.º Ejército Aéreo soviético y ser superados en número dos a uno, la Luftwaffe mantuvo la superioridad aérea. La 1.ª Flota destruyó cuarenta y dos aviones soviéticos en batallas aéreas a gran escala entre el 1 y 2 de septiembre y alivió la presión sobre las fuerzas terrestres alemanas. La actividad aérea alemana fue tan efectiva que había claras evidencias de que la moral de algunos aviadores soviéticos se había derrumbado y no estaban dando lo mejor de sí mismos en combate. Esto llevó a Iósif Stalin a amenazar a cualquier piloto que se negara a entablar combate con el enemigo con un consejo de guerra.

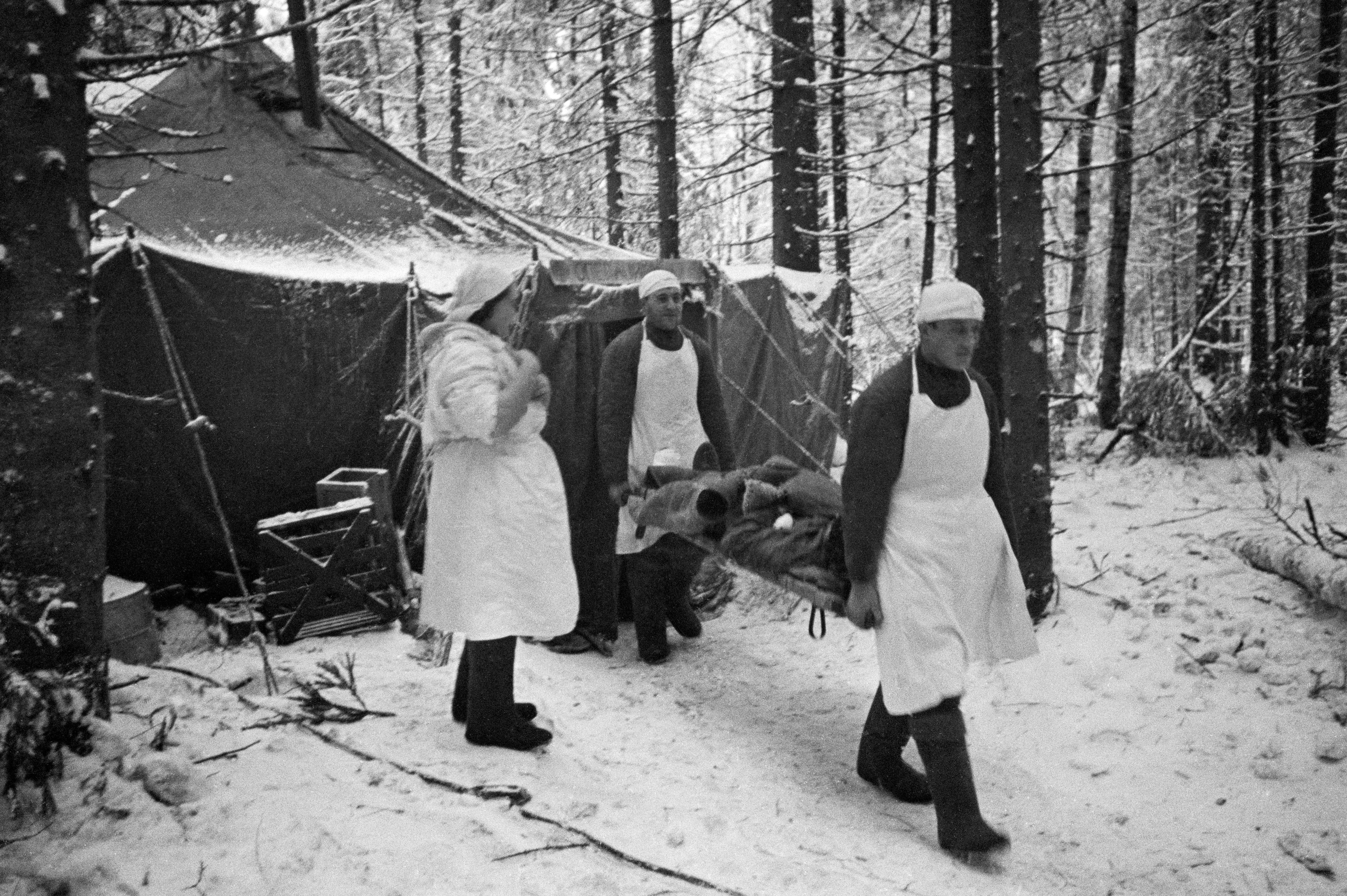
Un hospital de campaña soviético, en el sector del frente del Vóljov

Pese a los refuerzos enviados por Meretskov, los continuos contraataques lanzados entre el 1 y el 2 de septiembre por la 28.ª División Jäger y de parte de la 170.ª División de Infantería alemanas, detuvieron la penetración del grupo de choque de Stárikov al sur de Siniávino. Al día siguiente, tras tres días de intensos combates, los ataques de flanqueo del frente del Vóljov habían fracasado en su mayor parte con graves pérdidas, tras haber avanzado apenas entre dos y tres kilómetros en las posiciones defensivas alemanas. Para entonces, el grupo de choque de Stárikov, ahora ya reforzado con el 4.º Cuerpo de Fusileros de la Guardia, estaba encajonado en un estrecho corredor al suroeste de las alturas de Siniávino diez kilómetros en la retaguardia alemana, llegando así a tan solo cinco kilómetros de las posiciones ocupadas por el Grupo Operacional Nevá estacionadas al oeste, en las orillas del río homónimo.
En los flancos, la 128.ª y la 11.ª División de Fusileros capturaron los puntos fuertes alemanes en el Asentamiento Obrero N.º 8 y en Mishino el 3 de septiembre, y Voronovo el 7 de septiembre. Sin embargo, no se ganó más terreno después de este día en el sector de penetración principal. Para intentar romper el estancamiento, Meretskov utilizó parte de las tropas del tercer escalón —básicamente parte del 2.º Ejército de Choque—, pero los contraataques de flanqueo alemanes obligaron a detener la ofensiva. Los días 5 y 6 de septiembre el frente del Vóljov retiró dos divisiones del 8.º Ejército, muy desgastadas, y las reemplazó con una nueva división de fusileros y una brigada de tanques para lograr un mayor avance, sin embargo, estas unidades sufrieron devastadores ataques aéreos antes incluso de alcanzar la línea del frente. Aunque consiguieron alcanzar las posiciones alemanas al suroeste de Siniávino el 7 de septiembre, fueron incapaces de romper las defensas alemanas.
El 5 de septiembre, después de una severa reprimenda de la Stavka, Meretskov lanzó al combate al resto del 2.º Ejército de Choque. No obstante, ni el muy debilitado 8.º Ejército ni los refuerzos procedentes del 2.º Ejército de Choque fueron capaces de realizar avances significativos contra unas cada vez más reforzadas posiciones alemanas. Aun peor, los refuerzos alemanes, que incluían partes de la 121.ª División de Infantería, 5.ª División de Montaña, 28.ª División Jäger y la 223.ª División de Infantería del XXVI Cuerpo de Ejército alemán contuvieron los ataques soviéticos y posteriormente consiguieron recuperar parte del terreno perdido tras intensos combates los días 6 al 9 de septiembre.

#### Frente de Leningrado, del 3 al 12 de septiembre

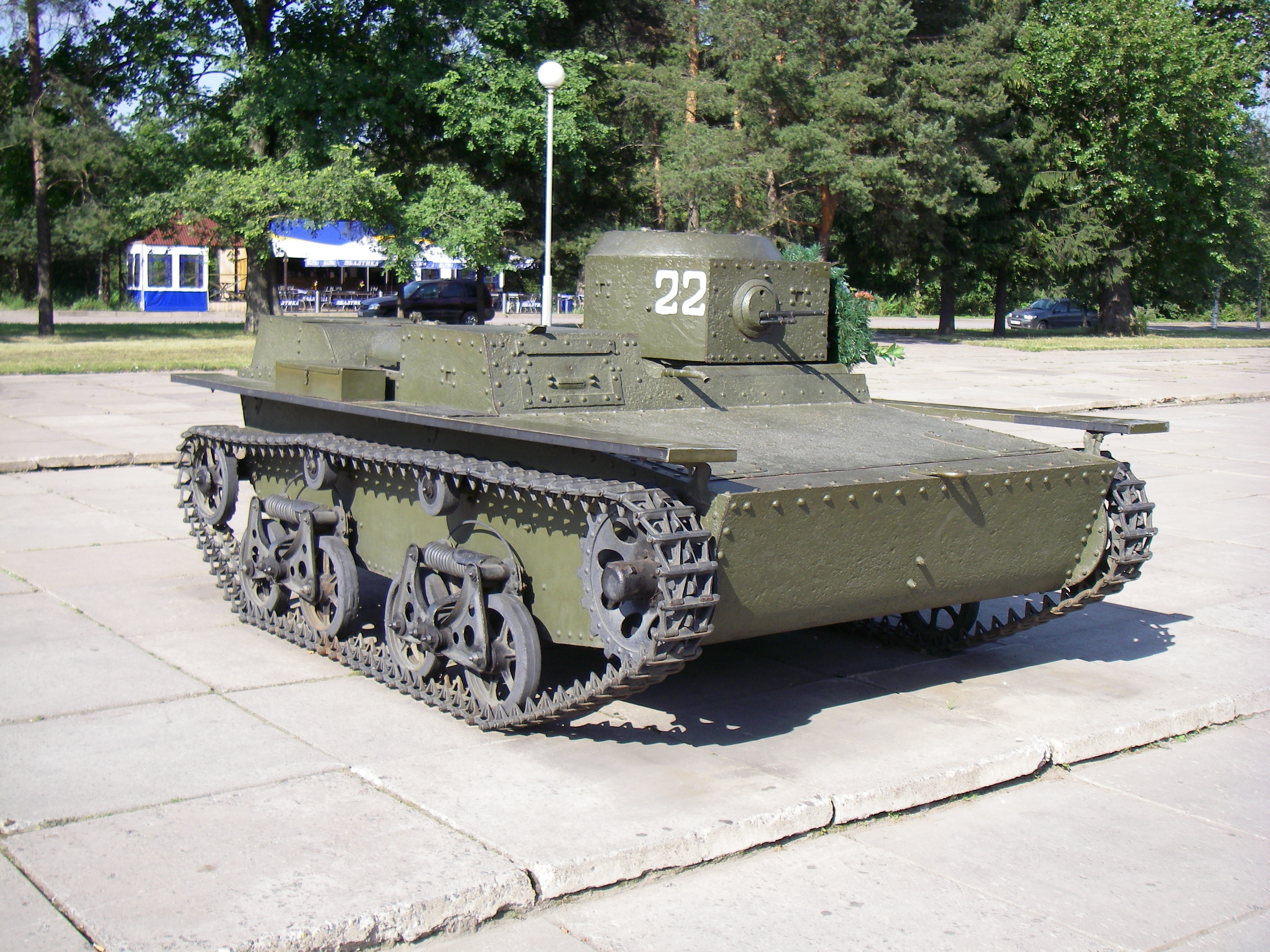
Tanque ligero soviético T-38. El tanque se hundió en el río Nevá, en septiembre de 1942 y fue recuperado casi intacto en 2005

El 3 de septiembre el Grupo Operacional Neva y el 55.º Ejército soviéticos, con el fin de aliviar la difícil situación de sus camaradas del frente del Vóljov, reanudaron su ofensiva y atacaron a partir de varias cabezas de puente sobre el río Nevá. El 55.º Ejército atacó en la zona de Iam-Izhora, pero no fue capaz de quebrar la decidida defensa alemana. Más al norte en la zona de Moskovskaya Dubrovka parte del 55.º Ejército y el Grupo Operacional Neva atacaron en un movimiento de pinza en un intento de ocupar Mustolovo, avanzar hacia Siniávino desde el oeste y enlazar allí con las tropas del grupo de choque de Stárikov. Dos divisiones de fusileros consiguieron atravesar el río Nevá y abrirse paso entre las posiciones de la 4.ª División SS Polizei. Sin embargo, después de estos éxitos iniciales, el ataque fue incapaz de progresar hasta que se vio obligado a detenerse por completo. El 12 de septiembre la Stavka ordenó a estas unidades que se retiraran a sus posiciones iniciales.

#### Punto muerto, del 10 al 20 de septiembre
A partir del 10 de septiembre la batalla pasó a ser un punto muerto y ninguno de los dos bandos ganó terreno a pesar de varios intentos de renovar la ofensiva. Entre el 10 y el 19 de septiembre no hubo cambios importantes en la línea del frente. El lado soviético estaba esperando refuerzos y apoyo aéreo con la esperanza de hacer avanzar los siete kilómetros que lo separaba del frente de Leningrado en las próximas semanas, pero la llegada de los refuerzos tomó su tiempo.
En ese momento Hitler estaba cada vez más decepcionado con la actuación del alto mando del 18.º Ejército y del Grupo de Ejércitos Norte, puesto que a pesar de que habían utilizado prácticamente todas las divisiones que el OKH había reservado para la operación Nordlicht, no habían sido capaces de derrotar la ofensiva soviética. Por esta razón, el 4 de septiembre, telefoneó personalmente a Manstein y le ordenó que se hiciera cargo de todas las fuerzas alemanas en el sector, y que «restableciera la situación por medio de una ofensiva». Hitler puso a Manstein bajo el mando directo del OKH y le dijo que «reportarse de inmediato fracasos por parte de cualquier comandante». «En lugar de la ofensiva prevista contra Leningrado ―anotó Manstein, frustrado―, ahora nos enfrentamos a una batalla al sur del lago de Ládoga». Sin embargo, el contraataque alemán inicial del 10 de septiembre fracasó con importantes pérdidas, después de que la infantería alemana fuera duramente castigada por un intenso fuego de artillería y de morteros, mientras que los blindados se toparon con densos campos de minas que les provocaron graves bajas. Por esta razón Manstein decidió concentrar sus fuerzas para un ataque en dos frentes, tanto desde el norte como desde el sur. En tanto, los contraataques alemanes locales frenaron los cada vez más débiles intentos soviéticos de avanzar.

### Contraofensiva alemana, del 21 de septiembre al 10 de octubre

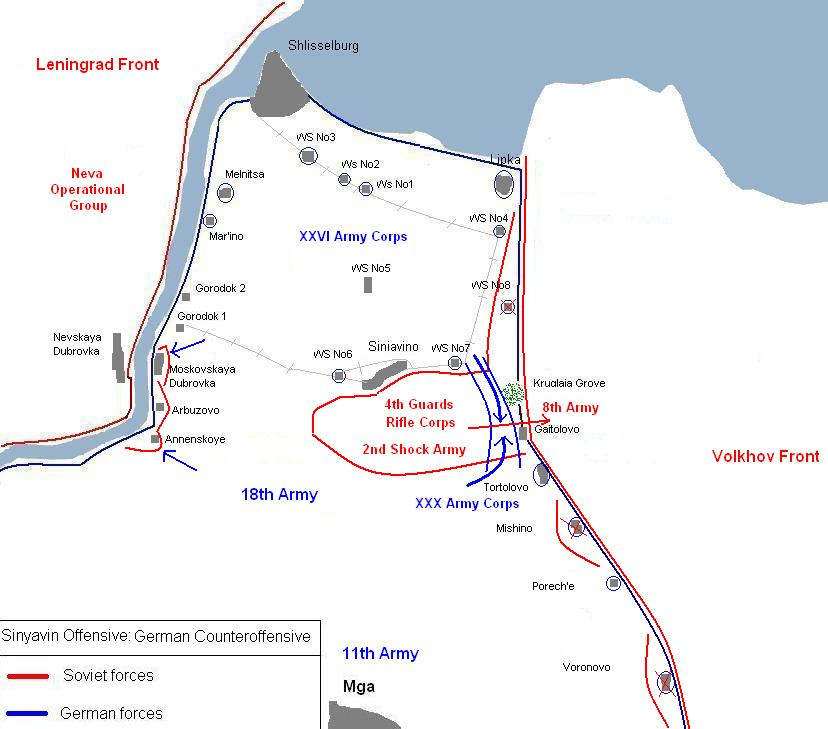
Contraofensiva alemana y cerco del 2.º Ejército de Choque y de parte del 8.º Ejército soviéticos

La principal contraofensiva alemana comenzó el 21 de septiembre. Seis divisiones participaron en el ataque, con la 121.ª División de Infantería atacando desde el norte, las 24.ª, 132.ª y 170.ª divisiones de infantería del XXX Cuerpo de Ejército desde el sur y la 3.ª División de Montaña y la 28.ª División Jäger organizaron varios ataques de contención. La 5.ª División de Montaña había sufrido numerosas bajas en los últimos diez días por lo que no jugó un papel importante en la contraofensiva.
El contraataque alemán se enfrentó a los mismos problemas que las fuerzas soviéticas habían tenido que hacer frente el mes anterior. El avance en terrenos difíciles superando las posiciones defensivas fue muy lento y las bajas fueron elevadas. Solo el 25 de septiembre, después de cinco días de intensos combates, las fuerzas alemanas se unieron cerca de Gaitolovo y parte del 8.º Ejército soviético (el 6.º Cuerpo de Fusileros de la Guardia) y del 2.° Ejército de Choque soviéticos fueron rodeados. Después de rechazar los intentos soviéticos de aliviar o salir del cerco, las tropas cercadas fueron bombardeadas por artillería pesada y ataques aéreos.
El 26 de diciembre y con el fin de aliviar la cada vez más precaria situación de las tropas soviéticas cercadas, el 55.º Ejército y el Grupo Operacional Nevá del Frente de Leningrado reanudaron su ofensiva con un ataque contra las posiciones de la 12.ª División Panzer en Annenskoe y Górodok N.º 1. Aunque continuaron asaltando las posiciones alemanas hasta finales de septiembre, solo fueron capaces de conquistar pequeñas cabezas de puente en Arbuzovo, Annenskoe y Moskovkaya Dubrovk. Finalmente, el 7 de octubre, Góvorov ordenó a sus tropas que cesaran la ofensiva y se retiraran al otro lado del Nevá.
Los combates continuaron hasta el 15 de octubre, cuando las fuerzas alemanas destruyeron los últimos focos de resistencia soviética o estos se retiraron para escapar del cerco alemán y recuperaron todos los puntos fuertes previamente perdidos, excepto una pequeña cabeza de puente sostenida por las fuerzas del frente de Leningrado cerca de Moskovkaya Dubrovka en la orilla oriental del río Nevá.

## Consecuencias

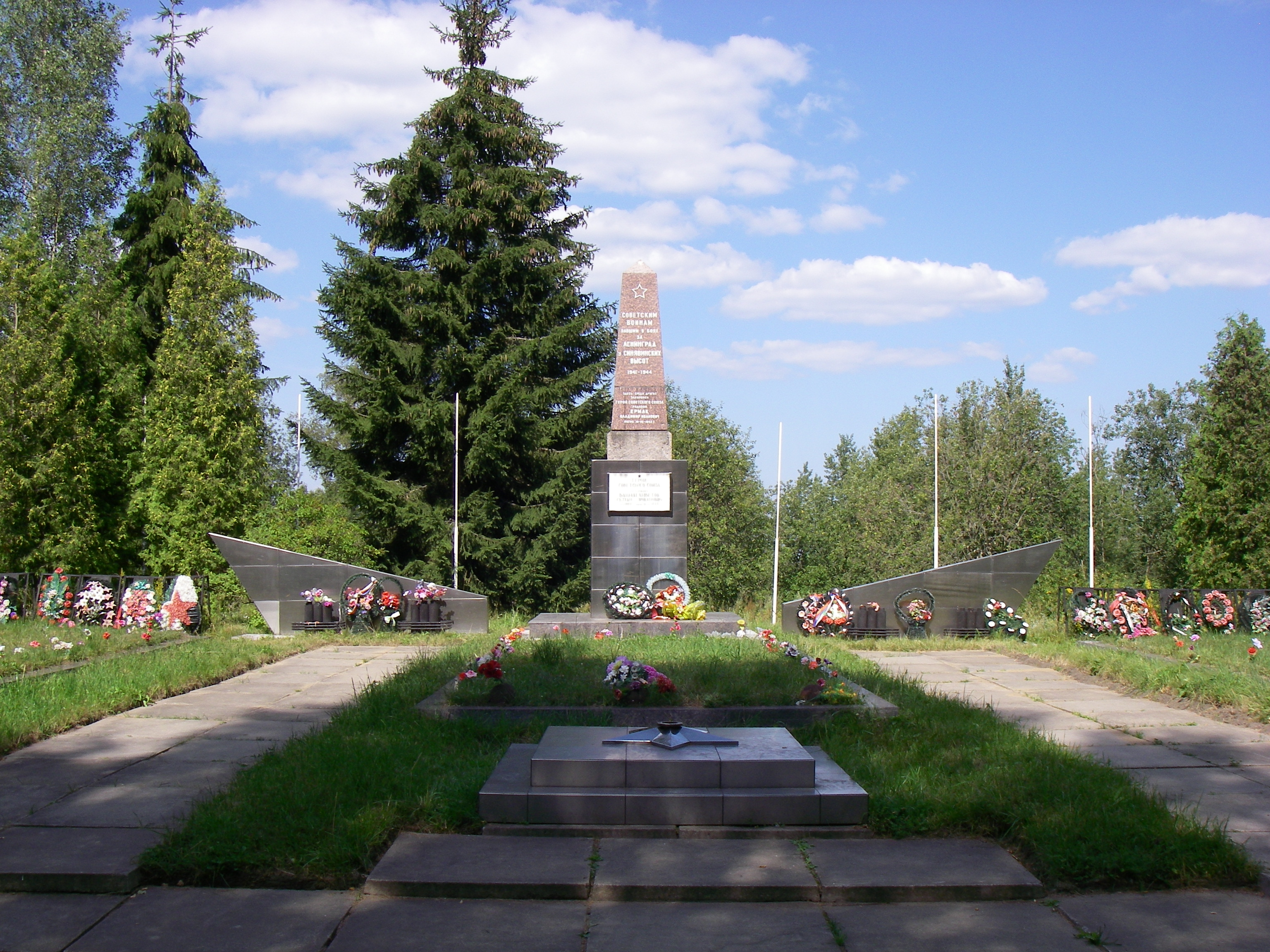
Monumento conmemorativo a los soldados soviéticos caídos en combate en Siniávino

Para la Unión Soviética esta operación fue un costoso fracaso, aunque destruyó por completo los planes alemanes de ejecutar la operación Nordlicht y de capturar Leningrado, la operación se cobró un pesado tributo sobre el Ejército Rojo. Según el estudio estadístico «Rusia y la URSS en las guerras del siglo XX», las pérdidas del Frente de Leningrado, Frente del Vóljov, la Flota del Báltico y la Flotilla del lago Ládoga del 19 de agosto al 10 de octubre de 1942 ascendieron a 113 674 efectivos, de los cuales 40 085 murieron, desaparecieron, o fueron capturados. Sin embargo, otros autores consideran que la operación fue un éxito, ya que a pesar de las graves pérdidas, el Ejército Rojo desbarató completamente los planes de Adolf Hitler y sus generales de conquistar Leningrado, algo que muy posiblemente salvó la ciudad.
Para la Alemania nazi los efectos fueron mayores. Aunque se eliminó la amenaza soviética y se restableció la posición del 18.º Ejército, el 11.º Ejército había sufrido graves pérdidas en hombres, equipo y municiones. El 18.º Ejército también sufrió pérdidas significativas, especialmente la 223.ª División de Infantería, que se oponía al avance del 8.º Ejército soviético en el primer día de su ofensiva. Las numerosas bajas alemanas llevaron al Oberkommando des Heeres a emitir el 14 de octubre la Orden de Operaciones N.º 1, que ordenaba al Grupo de Ejércitos Norte que pasara a la defensiva durante el invierno, aunque dejaba abierta la posibilidad de ejecutar la Operación Nodlicht en un futuro indeterminado. En noviembre, los refuerzos alemanes y otras unidades fueron despojados del Grupo de Ejércitos Norte para hacer frente a una importante ofensiva soviética en Stalingrado y la operación Nordlicht fue definitivamente cancelada.
Según el departamento de operaciones del cuartel general del Grupo de Ejércitos Norte, del 28 de agosto al 30 de septiembre, las bajas de las tropas alemanas ascendieron a 671 oficiales y 25 265 suboficiales y soldados, de los cuales 4893 murieron. Por otro lado, los documentos del Archivo Militar Federal de Friburgo afirman que del 20 de agosto al 10 de octubre de 1942 las pérdidas totales de los 11.º y 18.º ejércitos alemanes ascendieron a 41 164 efectivos, de las cuales 7911 murieron, 31 713 resultaron heridos y 1540 desaparecidos o capturados.

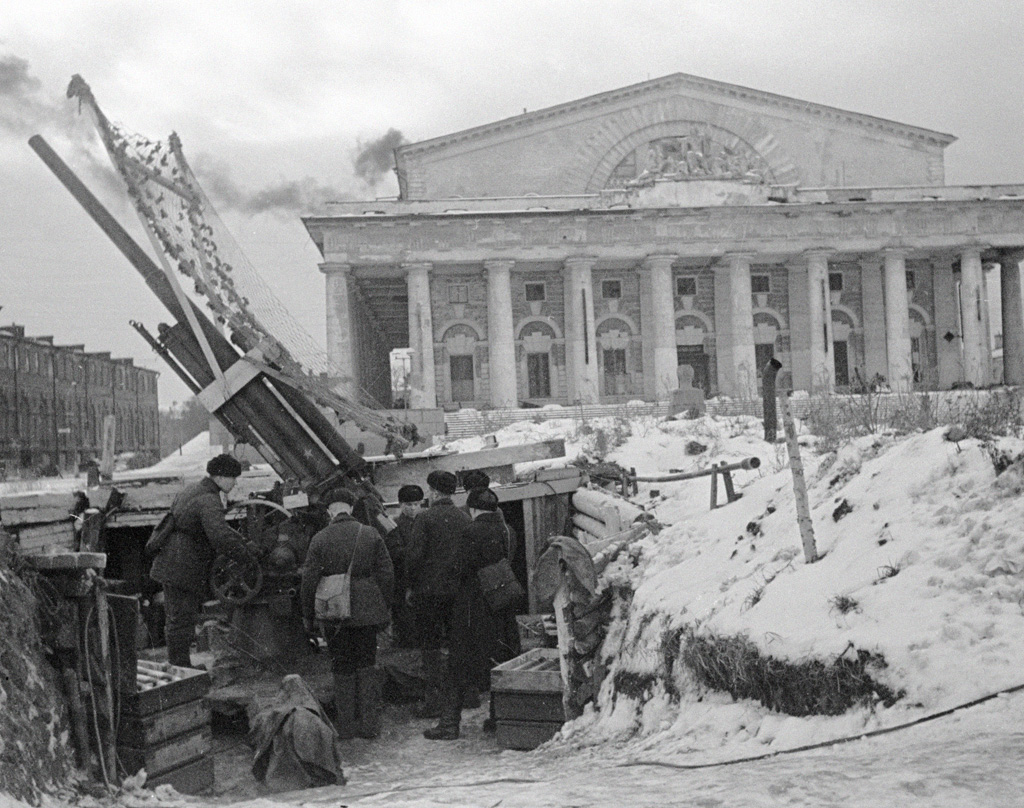
Artillería antiaérea soviética estacionada en la ciudad de Leningrado

Según datos soviéticos, las pérdidas de la Wehrmacht fueron más significativas: 60 000 soldados y oficiales murieron, resultaron heridos o capturados; además, 260 aviones, 200 tanques, 200 cañones, 730 ametralladoras y 400 morteros fueron destruidos o capturados. En las memorias del mariscal Kiril Meretskov y en varias publicaciones oficiales soviéticas posteriores a la guerra, la cifras de bajas alemanas en la operación se establecen también en «alrededor de 60 000 soldados».
A principios de septiembre de 1942, debido a la incapacidad alemana para conquistar Leningrado, Hitler ordenó a Manstein que bombardease la ciudad para obligarla a rendirse. Únicamente en septiembre, los alemanes arrojaron 120 bombas en diversas incursiones aéreas en la zona de Kobona y en las instalaciones portuarias y de transporte ferroviario en las inmediaciones. En los meses siguientes, la Luftwaffe lanzó un total de 122 incursiones diurnas y al menos doce nocturnas, cada una de ellas con una media de entre 80 y 130 aviones, que descargaron al menos 6400 bombas contra la ciudad. Sin embargo, las defensas antiaéreas soviéticas y los aviones del Frente de Leningrado infligieron duras pérdidas a los alemanes, lo que forzó a la Luftwaffe a reducir el tamaño y el número de sus incursiones. En última instancia, los ataques aéreos alemanes tuvieron un efecto despreciable sobre el transporte y reabastecimiento soviéticos, reduciendo los suministros que llegaban a la ciudad en únicamente un 0,4 %, a cambio de unas pérdidas de al menos 160 aviones alemanes.